# Фредериксберг
Фредериксерг (дан. Frederiksberg) је град у Данској, у средишњем делу државе. Град је у оквиру покрајине Велики Копенхаген, где самостално чини истоимену општину Фредериксерг.
Фредериксерг је највеће предграђе данског главног града Копенхагена, а јединствен је у целој Европи пошто је једино самостално предграђе које је у целости окружено управним границама главног града.

## Природни услови
Фредериксерг се налази у иточном делу Данске. Управно подручје Фредериксерга је у целости окружено управним подручјем главног града Копенхагена.
Град Фредериксерг се налази у североисточном делу данског острва Сјеланд. Подручје града је равничарско. Надморска висина града креће се од 5 до 25 метара.

## Историја
Подручје Фредериксерга било је насељено још у доба праисторије. Данашње насеље први пут се помиње 1443. године под називом Тулесхој. Насеље је добило градска права 1651. године.
Првобитно је насеље успорено расло, али је добило на величини и значају од краја 19. века.
И поред петогодишње окупације Данске (1940-45.) од стране Трећег рајха Фредериксерг и његово становништво нису много страдали.

## Становништво
Фредериксерг је 2010. године имао око 98 хиљада у градским границама. Ово је за око 10% више него 1990. године, али мање од рекорда из 1960. године, када је ту живело око 115 хиљада становника.

## Збирка слика
- Фредериксбершки дворац
- Главна градска црква
- Облакодер Виста, највиша стамбена зграда у Скандинавији
- Градска кућа Фредериксерга